# Muralles de la Vila Joiosa
Les Muralles de la Vila Joiosa són un conjunt defensiu emmurallat datat al segle xvi situat a la localitat de la Vila Joiosa (Marina Baixa, País Valencià). Es va obrir expedient per a la seua declaració com a Conjunt històric-artístic en 1978, i van ser declarades bé d'interès cultural amb la qualificació de Monument el 1985. En el seu origen, les muralles encintaven la ciutat amb quatre torrasses, tres d'elles orientades cara al migdia i l'altra, al nord, i dues torres que flanquejaven l'única porta d'accés. També es trobava un castell a ponent. L'emmurallament comptava amb contraparets en mamposteria en les seues dues terceres parts d'altura.
Les restes que queden de les muralles són la franja nord-oest amb una torrassa a la Plaça de la Generalitat a un extrem, i un altre al carrer del Pal, que és singular per ser el de major planta de tots. Així mateix, disposa d'una tronera de carreu; també estan localitzades i protegides restes de fonaments en trams diferents de la ciutat.

## Història
La construcció de les muralles es va realitzar entre 1551 i 1565. Amb anterioritat (almenys des de 1525) havia existit a la localitat un sistema de contenció defensiu no fortificat. En 1538 la ciutat va sofrir un greu atac barbaresc, el que va instar al fet que es realitzaren les primeres gestions per protegir el nucli poblacional. En 1551, es va dictar una Reial Orde per la qual es va ordenar la fortificació de la Vila Joiosa i altres localitats en la línia costanera entre les ciutats d'Alacant i València, tot això seguint el model Vauban. Amb anterioritat, la ciutat va disposar d'un castell defensiu, les restes del qual es van integrar en les muralles. Aquest castell datava de finals del segle xiv encomanat a l'Ordre de Sant Joan. Rafael Martí de Viciana assenyalava al segle xvi que el castell tenia una estructura poligonal amb torres quadrades i ixent corregut al capdamunt. No obstant això, en 1475 el castell ja estava afectat per greus danys i les últimes dades sobre el seu estat els va donar Pascual Madoz al segle xix.
Les muralles van sofrir greus danys durant la Guerra de Successió i, encara que van ser reparades després, ja no van lluir ni van servir com a sistema defensiu.